# Complesso Vocale di Nuoro
Il Complesso Vocale di Nuoro è un coro polifonico con sede a Nuoro, fondato nel 1984 e diretto, fin dalla fondazione, da Franca Floris.

## Il Coro
Fondato nel 1984, il Complesso Vocale di Nuoro affronta un repertorio corale vasto e diversificato, spaziante dalla monodia gregoriana alla polifonia contemporanea, nello spirito di un costante approfondimento della vocalità, dell'interpretazione e della prassi esecutiva caratteristiche di ciascuna epoca.
Il coro svolge intensa attività concertistica in ambito nazionale ed internazionale proponendo programmi monografici incentrati su autori, temi o particolari aspetti della letteratura corale.
Nella sua attività artistica si avvale della collaborazione di prestigiose formazioni strumentali ed istituzioni musicali nazionali per l'allestimento di opere per soli, coro ed orchestra, privilegiando autori del XVII e del XVIII secolo quali C. Monteverdi, M.A. Charpentier, A. Vivaldi, J.S. Bach, G.F. Händel, G.B. Pergolesi e F.J. Haydn.
Il Complesso Vocale di Nuoro è spesso ospitato in rassegne, festival, stagioni musicali ed ha conseguito numerosi premi in concorsi nazionali ed internazionali in tutte le categorie nelle quali si è presentato: coro misto, femminile, maschile, gruppi vocali solistici e nei diversi generi corali affrontati: musica antica, repertorio madrigalistico, musica romantica, contemporanea, canto popolare.
Il coro svolge la sua attività artistica anche avvalendosi della collaborazione di prestigiose formazioni strumentali ed istituzioni musicali nazionali per l'allestimento di opere del periodo rinascimentale, barocco e classico. 
In qualità di coro laboratorio, ha partecipato a seminari per direttori e cantori tenuti, tra gli altri, da Alessandro Cadario, Piergiorgio Righele, Guido Milanese, Mario Fulgoni, Peter Neumann, Felix Resch, Dario Tabbia.
Ha eseguito in prima assoluta diversi brani di compositori italiani e non, e in prima esecuzione moderna i Villancicos di C. Galan.
Diversi compositori italiani, tra i quali piace ricordare per il particolare rapporto di amicizia Antonio Sanna, Mauro Zuccante e Felix Resch, hanno dedicato al Complesso Vocale di Nuoro alcune loro composizioni.
Il Complesso Vocale di Nuoro ha rivolto sempre particolare attenzione alla didattica corale giovanile e per voci bianche; all'interno del gruppo è attiva una sezione giovanile che è stata anche chiamata come coro laboratorio al seminario diretto dal giovane e affermato compositore e direttore d'orchestra Alessandro Cadario.
Dal 1997 organizza la rassegna itinerante Cantus: musica nei monumenti della Sardegna, felice connubio tra divulgazione musicale e valorizzazione delle più significative espressioni architettoniche civili e religiose della Sardegna, ideale cornice per le esibizioni canore della compagine cui si accompagnano gli interventi di musicologi e storici dell'arte.
Il coro nuorese è curatore designato dal Comune di Nuoro dell'organizzazione del Concorso per Cori di Voci Bianche e Giovanili Grazia Deledda, manifestazione con cadenza annuale giunto nel 2009 alla sua V edizione e da sempre intitolata alla scrittrice nuorese premio Nobel per la letteratura.

## Il Direttore
Franca Floris ha iniziato i suoi studi musicali ad Alghero, città nella quale è nata, frequentando il liceo musicale "Giuseppe Verdi".
Si è diplomata in Canto presso il Conservatorio di Musica "Luigi Canepa" di Sassari alla guida di Antonietta Chironi.
Ha studiato composizione e direzione di coro ed ha frequentato numerosi corsi di interpretazione e prassi esecutiva corale, tra gli altri, con i maestri Jürgen Jürgens, Giorgio Kirschner, Peter Neumann, Piergiorgio Righele, Bruno Zagni, Adone Zecchi e Gary Graden. È chiamata da enti ed associazioni musicali a tenere corsi di vocalità, direzione ed interpretazione corale e fa parte di giurie e commissioni d'ascolto di concorsi di canto.
Insegna Educazione Musicale presso la Scuola media n. 1 "Pietro Borrotzu" dell'Istituto comprensivo n. 2 di Nuoro ed è direttore del Coro di Voci Bianche della stessa.
È stata membro della commissione artistica della FERSACO (Federazione Regionale Sarda Associazioni Corali) e della commissione artistica  della FENIARCO (Federazione Nazionale Italiana delle Associazioni Regionali Corali).
Dirige fin dalla sua fondazione il Complesso Vocale di Nuoro.

## Riconoscimenti
| 2017 | VIII Concorso Nazionale corale polifonico del Lago Maggiore di Verbania | - 1º premio alla sezione maschile nella categoria Cori a voci pari |
| 2011 | I Grand Prix Vallée d’Aoste – Concorso Internazionale di Canto Corale   | - Ammissione alla terna dei cori finalisti |
| 2011 | I Concorso Internazionale “Musica Sacra” di Langenselbold (Germania)    | - 2º premio al coro misto - Premio speciale per la migliore esecuzione di un brano mariano - Premio speciale del pubblico |
| 2011 | IX Concorso Internazionale di Mainhausen (Germania)                     | - 2º premio al coro maschile - Gold Diplom al coro misto |
| 2009 | VIII Concorso Internazionale per Cori di Azzano Decimo                  | - 3º premio al coro maschile |
| 2006 | Concorso internazionale di Mernes (Germania)                            | - 2º premio al coro misto |
| 1998 | XVI Concorso nazionale “Guido d’Arezzo” di Arezzo                       | - 3º premio al coro femminile nella categoria Cori a voci pari |
| 1994 | XLII Concorso internazionale “Guido d’Arezzo” di Arezzo                 | - 3º premio al coro misto nella categoria Polifonia romantica e contemporanea - 3º premio al coro femminile nella categoria Polifonia antica - 3º premio al coro femminile nella categoria Polifonia romantica e contemporanea - Premio speciale come miglior coro italiano segnalato dalle giurie riunite di tutte le categorie |
| 1992 | XIII Concorso nazionale di Vallecorsa                                   | - 1º premio al coro misto |
| 1990 | XXXVIII Concorso internazionale “Guido d’Arezzo” di Arezzo              | - 3º premio nella categoria Gruppi vocali |
| 1990 | VIII Concorso nazionale “Guido d’Arezzo” di Arezzo                      | - 1º premio al coro misto nella categoria Polifonia |
| 1989 | XXIV Concorso nazionale “Città della Vittoria” di Vittorio Veneto       | - 1º premio al coro misto nella categoria Canto popolare - 2º premio al coro maschile nella categoria Canto popolare - 2º premio al coro femminile nella categoria Polifonia |

## Discografia
Nel 2002 il coro incide il CD Puer natus.
Di tutte le festività cristiane, nessuna più della celebrazione della Natività di Cristo ha ispirato tanta musica immortale: il Complesso Vocale di Nuoro ne racconta la storia in questa sua incisione discografica attraverso alcuni tra i più significativi canti nati dalla fantasia di musicisti vissuti in epoche diverse, partendo dal Rinascimento e giungendo fino ai nostri giorni.